# Prawo geologiczne i górnicze
Prawo geologiczne i górnicze – gałąź prawa z pogranicza zagadnień prawa cywilnego jak i administracyjnego, regulująca kwestie własności kopalin, kierowania, dozorowania, wykonywania oraz nadzoru: robót górniczych, prac i robót geologicznych, a także odpowiedzialności za szkody wywołane przez ruch zakładu górniczego.

## Prawo geologiczne i górnicze w Polsce
W Polsce podstawowym aktem prawnym normującym tę dziedzinę jest ustawa Prawo geologiczne i górnicze.
Określa ona:
- zasady wykonywania prac geologicznych,
- zasady prowadzenia robót górniczych,
- zasady wydobywania kopalin ze złóż,
- zasady podziemnego bezzbiornikowego magazynowania substancji,
- zasady podziemnego składowania odpadów,
- zasady podziemnego składowania dwutlenku węgla w celu przeprowadzenia projektu demonstracyjnego wychwytu i składowania dwutlenku węgla
- wymagania w zakresie ochrony złóż kopalin, wód podziemnych oraz innych elementów środowiska.

Poszukiwanie i rozpoznawanie złóż kopalin objętych własnością górniczą, wydobywanie kopalin, podziemne bezzbiornikowe magazynowanie substancji, podziemne składowanie odpadów oraz podziemne składowanie dwutlenku węgla wymaga uzyskania koncesji.